# Denuvo
Denuvo, Denuvo Anti-Tamper – technologia antyingerencyjna opracowana przez firmę Denuvo Software Solutions GmbH, stworzona przez pracowników dawnego Sony DADC DigitalWorks odpowiedzialnych za zabezpieczenie SecuROM. Wbrew błędnemu przekonaniu, nie stanowi ona systemu zarządzania prawami cyfrowymi, ale swojego rodzaju tarczę ochronną dla nich, mającą zapobiegać łamaniu zabezpieczeń platform, takich jak Steam czy Origin.

## Technologia
Denuvo Software Solutions GmbH nigdy nie wyjawiło, na jakiej zasadzie działa zabezpieczenie. Wczesne doniesienia sugerowały, że Denuvo bezustannie szyfruje i deszyfruje swoje dane, przez co jest niemożliwe do złamania. Firma zaprzeczyła jednak, twierdząc, że nie ma to żadnego sensu z punktu widzenia zabezpieczeń i wpłynęłoby negatywnie na wydajność. 1 grudnia 2014 roku chińska grupa warezowa 3DM ogłosiła, że udało jej się złamać zabezpieczenia Denuvo, a zastosowana w oprogramowaniu technologia wykorzystuje „64-bitową maszynę szyfrującą”, wymagającą kluczy kryptograficznych unikalnych dla określonego sprzętu komputerowego na każdym zainstalowanym systemie operacyjnym. Niedługo później grupa wypuściła cracka do gry Dragon Age: Inkwizycja, wykorzystującej Denuvo jako zabezpieczenie dla stosowanego przez Electronic Arts DRM Origin. Przedstawiciel Denuvo Software Solutions GmbH w odpowiedzi na prośbę o skomentowanie sprawy stwierdził, że „każdy system zabezpieczeń zostaje prędzej czy później złamany”. W późniejszym czasie okazało się, że crackerzy wykorzystali błędy systemu, następnie naprawione przez twórców i w poprawionej wersji stosowane w kolejnych grach. Chociaż zabezpieczenia do Dragon Age: Inkwizycji zostały złamane po 15 dniach od momentu premiery gry, rozpracowanie Lords of the Fallen zajęło crackerom 272 dni, co czyni Denuvo jednym z najskuteczniejszych i najtrudniejszych do złamania systemów zabezpieczających.
Chociaż do końca 2015 roku 3DM i włoska grupa CPY zdołały złamać zabezpieczenia większości gier wykorzystujących Denuvo, 6 stycznia 2016 roku przedstawicielka grupy 3DM, wypowiadając się na temat prób złamania zabezpieczeń w grze Just Cause 3, stwierdziła, że dalszy rozwój stosowanej przez firmę technologii szyfrowania w ciągu dwóch lat może doprowadzić do wyplenienia piractwa, zaś osoba pracująca nad ich obejściem została doprowadzona do takiego stanu, że gotowa była się poddać. 6 sierpnia 2016 roku bułgarski hacker Voksi wypuścił tzw. obejście (ang: bypass) dzięki któremu można obejść zabezpieczenie w niektórych grach. W czerwcu 2017 zostały złamane zabezpieczenia Denuvo w łącznie 18 grach.

## Kontrowersje
Według niektórych użytkowników Denuvo Anti-Tamper skraca cykl życia dysków SSD poprzez zapisywanie na nich olbrzymich ilości danych. W odpowiedzi przedstawiciele Denuvo Software Solutions stwierdzili, że „Denuvo Anti-Tamper nie zapisuje ani nie odczytuje bezustannie żadnych danych na nośniku danych”.

## Gry wykorzystujące Denuvo
| Nazwa                                 | Wydawca                                | Producent                                       | Data wydania |
| ------------------------------------- | -------------------------------------- | ----------------------------------------------- | ------------ |
| FIFA 15                               | Electronic Arts                        | EA Canada                                       | 2014-09-23   |
| Lords of the Fallen                   | CI Games                               | CI Games                                        | 2014-10-28   |
| Dragon Age: Inkwizycja                | Electronic Arts                        | BioWare                                         | 2014-11-18   |
| Battlefield Hardline                  | Electronic Arts                        | Visceral Games                                  | 2015-03-17   |
| Batman: Arkham Knight                 | Warner Bros. Interactive Entertainment | Rocksteady Studios                              | 2015-06-23   |
| Metal Gear Solid V: The Phantom Pain  | Konami                                 | Kojima Productions                              | 2015-09-01   |
| Mad Max                               | Warner Bros. Interactive Entertainment | Avalanche Studios                               | 2015-09-01   |
| FIFA 16                               | Electronic Arts                        | EA Canada                                       | 2015-09-22   |
| Star Wars: Battlefront                | Electronic Arts                        | EA DICE                                         | 2015-11-17   |
| Just Cause 3                          | Square Enix                            | Avalanche Studios                               | 2015-12-01   |
| Rise of the Tomb Raider               | Square Enix                            | Crystal Dynamics/Nixxes Software                | 2016-01-28   |
| Unravel                               | Electronic Arts                        | Coldwood Interactive                            | 2016-02-09   |
| Far Cry Primal                        | Ubisoft                                | Ubisoft Montréal                                | 2016-03-01   |
| Need for Speed                        | Electronic Arts                        | Ghost Games                                     | 2016-03-10   |
| Total War: Warhammer                  | Sega                                   | The Creative Assembly                           | 2016-05-24   |
| Mirror’s Edge Catalyst                | Electronic Arts                        | EA DICE                                         | 2016-06-07   |
| Sherlock Holmes: The Devil’s Daughter | Bigben Interactive                     | Frogwares                                       | 2016-06-10   |
| F1 2016                               | Codemasters                            | Codemasters                                     | 2016-08-19   |
| Deus Ex: Rozłam ludzkości             | Square Enix/Eidos Interactive          | Eidos Montreal                                  | 2016-08-23   |
| Fernbus Simulator                     | Aerosoft GmbH                          | TML-Studios                                     | 2016-08-25   |
| God Eater 2: Rage Burst               | Bandai Namco Entertainment             | Shift                                           | 2016-08-30   |
| Dishonored 2                          | Bethesda Softworks                     | Arkane Studios                                  | 2016-11-11   |
| Watch Dogs 2                          | Ubisoft                                | Ubisoft Montréal                                | 2016-11-15   |
| Planet Coaster                        | Frontier Developments                  | Frontier Developments                           | 2016-11-17   |
| Dead Rising 4                         | Microsoft Studios                      | Capcom Vancouver                                | 2016-12-06   |
| Resident Evil 7: Biohazard            | Capcom                                 | Capcom                                          | 2017-01-24   |
| Conan Exiles                          | Funcom                                 | Funcom                                          | 2017-01-31   |
| For Honor                             | Ubisoft                                | Ubisoft Montréal                                | 2017-02-14   |
| Sniper Elite 4                        | Rebellion Developments                 | Rebellion Developments                          | 2017-02-14   |
| Tom Clancy’s Ghost Recon Wildlands    | Ubisoft                                | Ubisoft                                         | 2017-03-07   |
| Nier: Automata                        | Square Enix                            | PlatinumGames                                   | 2017-03-17   |
| Tekken 7                              | Bandai Namco Entertainment             | Bandai Namco Entertainment/Bandai Namco Studios | 2017-03-18   |
| Syberia 3                             | Microïds                               | Microïds                                        | 2017-04-20   |
| Warhammer 40,000: Dawn of War III     | Sega                                   | Relic Entertainment                             | 2017-04-27   |
| Prey                                  | Bethesda Softworks                     | Arkane Studios                                  | 2017-05-08   |
| Sonic Mania                           | Sega                                   | Headcannon/PagodaWest Games                     | 2017-08-15   |
| F1 2017                               | Codemasters                            | Codemasters                                     | 2017-08-25   |
| WRC 7                                 | Bigben Interactive                     | Kylotonn                                        | 2017-09-15   |
| Total War: Warhammer II               | Sega                                   | Creative Assembly                               | 2017-09-27   |
| FIFA 18                               | Electronic Arts                        | EA Canada                                       | 2017-09-29   |
| Śródziemie: Cień wojny                | Warner Bros. Interactive Entertainment | Monolith Productions                            | 2017-10-10   |
| Assassin’s Creed Origins              | Ubisoft                                | Ubisoft                                         | 2017-10-27   |
| Sword Art Online: Fatal Bullet        | Bandai Namco Entertainment             | Dimps                                           | 2018-02-23   |
| Far Cry 5                             | Ubisoft                                | Ubisoft Montréal                                | 2018-03-27   |
| Jurassic World Evolution              | Frontier Developments                  | Frontier Developments                           | 2018-06-12   |
| Shadow of the Tomb Raider             | Square-Enix                            | Nixxes Software                                 | 2018-09-14   |
| Left Alive                            | Square Enix                            | Square Enix                                     | 2019-03-05   |
| Devil May Cry 5                       | Capcom                                 | Capcom                                          | 2019-03-08   |
| Mortal Kombat 11                      | Warner Bros. Interactive Entertainment | NetherRealm Studios                             | 2019-04-23   |
| Stranded: Alien Dawn                  | Frontier Foundry                       | Heamimont Games                                 | 2023-04-25   |

## Gry, z których usunięto zabezpieczenie Denuvo
| Nazwa                             | Wydawca            | Producent      | Data wydania |
| --------------------------------- | ------------------ | -------------- | ------------ |
| Hitman                            | Square Enix        | IO Interactive | 2016-03-11   |
| Doom                              | Bethesda Softworks | id Software    | 2016-05-13   |
| Mass Effect: Andromeda            | Electronic Arts    | BioWare        | 2017-03-21   |
| Sniper: Ghost Warrior 3           | CI Games           | CI Games       | 2017-04-25   |
| Life Is Strange: Before the Storm | Square Enix        | Deck Nine      | 2017-08-31   |
| Marvel vs. Capcom: Infinite       | Capcom             | Capcom         | 2017-09-19   |
| Metro Exodus                      | Deep Silver        | 4A Games       | 2019-02-15   |
| Resident Evil: Village            | Capcom             | Capcom         | 2021-05-07   |